# کارل مگلتون
کارل مگلتون (انگلیسی: Carl Muggleton؛ زادهٔ ۱۳ سپتامبر ۱۹۶۸) بازیکن فوتبال اهل بریتانیا است.
از باشگاه‌هایی که در آن بازی کرده‌است می‌توان به باشگاه فوتبال چلتنهام تاون، باشگاه فوتبال برادفورد سیتی، باشگاه فوتبال کاردیف سیتی، باشگاه فوتبال چسترفیلد، باشگاه فوتبال لیورپول، باشگاه فوتبال بلکپول، باشگاه فوتبال شفیلد یونایتد، باشگاه فوتبال هارتل پول یونایتد، باشگاه فوتبال استوک‌پورت کانتی، باشگاه فوتبال سلتیک، باشگاه فوتبال لستر سیتی، باشگاه فوتبال منزفیلد تاون، و باشگاه فوتبال استوک سیتی، باشگاه فوتبال روترهام یونایتد، باشگاه فوتبال استوک سیتی، باشگاه فوتبال شفیلد یونایتد، باشگاه فوتبال چسترفیلد، باشگاه فوتبال چسترفیلد، باشگاه فوتبال منزفیلد تاون، و تیم ملی فوتبال زیر ۲۱ سال انگلستان اشاره کرد.